# LWUIT
Développée par Sun, LWUIT (LightWeight UI Toolkit) est une bibliothèque de composants graphiques pour J2ME sortie en 2008 à JavaOne.
Cette librairie apporte des composants graphiques plus riches que les librairies standards pour le développement d'applications mobiles.